# Бряговица
Бряговица (болг. Бряговица) — село в Болгарии. Находится в Великотырновской области, входит в общину Стражица. Население составляет 467 человек (2022).

## Политическая ситуация
В местном кметстве Бряговица, в состав которого входит Бряговица, должность кмета (старосты) исполняет Стефан Минчев Минчев (Болгарская социалистическая партия (БСП)) по результатам выборов.
Кмет (мэр) общины Стражица — Стефан Рачков Стефанов (Национальное движение «Симеон Второй» (НДСВ)) по результатам выборов.